# Masque Osso

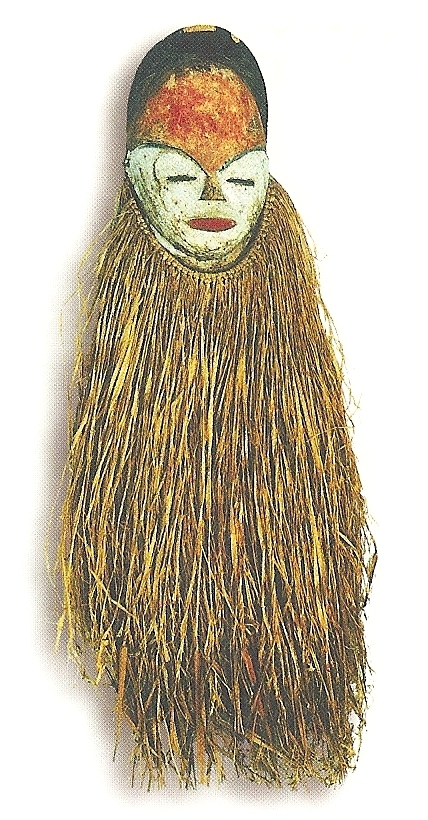
Masque Osso

Le masque Oso est un masque traditionnel gabonais originaire du groupe ethnique Mitsogo dans la région de la Ngounié (Gabon).

## Description
Le masque représenté ci-dessus, masque Oso est haut de 28 cm et large de 14. Il est taillé dans du bois de yombo ou de Ghesanga.
La coiffure est sculptée de cheveux noircis par calcination. Le front est très dégagé, légèrement bombé ; il est d'une couleur ocre rouge et délimité par les arcades sourcilières. La bouche et le nez sont aussi de la même couleur. Les lèvres sont recouvertes de la peau de singe noir. Le reste du visage est enduit d'argile blanche (kaolin) ternie par la fumée. La face est entourée d'une cotonnade noire ou d'une barbe en lamelles de feuilles de bananier.

## Utilisation
Ce masque à usage rituel masculin représente une entité mâle dans les sociétés initiatiques du "Ya-Mwei" et du "Kono", dans les rites concernant les jumeaux, et les rites nocturnes du Bwiti. 
Il apparaît dans la danse d'initiation masculine "Mighondzi". Il apparaît aussi comme une entité femelle à l'aube, dans les rites du Bwiti, notamment dans les rites de passage, de mort et de deuil. Il se produit tant dans le sanctuaire mbandja (sanctuaire du rite bwiti) que dans la forêt.

## L'osso cornu

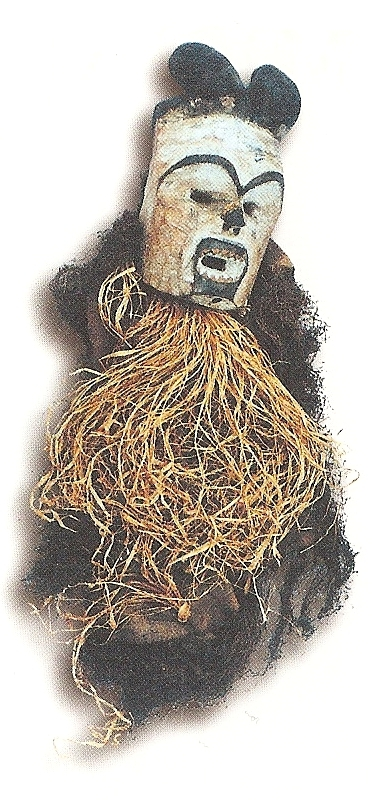
Masque Osso cornu

### Description
Ce masque blanc et noir a une hauteur de 33 cm et une largeur de 16 cm.
Il présente la particularité d'avoir deux cornes, d'épais sourcils et présente une bouche et des yeux en forme de trous arrondis. Il est taillé dans du bois de ghésanga. Sa face est enduite d'argile blanche (le kaolin). Cette argile est ensuite ternie par la fumée et noircie par calcination pour obtenir le dégradé qui le caractérise. 
La barbe est faite avec des lamelles de bananier, la coiffure est rallongée avec du raphia tissé.

### Utilisation
C'est un masque d'usage exclusivement masculin qui représente une entité mâle animalière dans les rites nocturnes de la société du Bwiti, dans les rites de passage (Bwiti des néophytes), dans les rites de mort (Bwiti de la mort) et de deuil (Bwiti des pleurs).
Il se produit au cours de la danse "Aiighondzi", en partie dans le sanctuaire du bwiti et en partie dans la forêt.